# Martin Michel Charles Gaudin
Martin Michel Charles Gaudin, duca di Gaeta (Saint-Denis, 16 gennaio 1756 – Gennevilliers, 5 novembre 1841), è stato un politico francese che iniziò la sua carriera durante la Rivoluzione e fu in seguito ministro delle finanze durante il Consolato e il Primo Impero.
Era figlio di Charles Gaudin, avvocato al Parlamento di Parigi, e di Louise-Suzanne Ragot, figlia di un sottosegretario alle finanze. Prima della Rivoluzione fu direttore presso l'amministrazione generale dei tributi.

## Biografia
Nel 1773, dopo gli studi al Lycée Louis-le-Grand, Gaudin entrò nell'ufficio del d'Ailly, un amico di famiglia, primo funzionario di Henri d'Ormesson, intendente delle finanze. Nel 1777 d'Ailly affidò al giovane Gaudin la responsabilità di una divisione. Gaudin scrisse in proposito nelle sue memorie: «Fu l'inizio della mia fortuna politica. La Rivoluzione ha fatto il resto...»
Nel 1789 divenne un influente membro del Comitato delle finanze dell'Assemblea nazionale costituente.

## La Rivoluzione
Nel 1791 Luigi XVI, su proposta del ministro Tarbé, lo nominò commissario della tesoreria nazionale, responsabile dell'apparato di riscossione delle imposte, da poco riformato.
Gaudin divenne l'autore della fusione tra il vecchio sistema di raccolta delle imposte dirette, con 24 concessionari alla riscossione, ed il nuovo con 544 riscossori di distretto, eletti dai cittadini. Pierre Joseph Cambon era il nuovo ministro succeduto a Necker in quei tempi difficili.
A partire da quel momento Gaudin fu al centro di continue denunce, alle quali poté sottrarsi per la sua alta onestà e il suo talento per gli affari. Il 10 agosto 1792 fu accusato di aver aumentato l'appannaggio reale.
Cambon e Saint-Just ne presero le difese, e talvolta ne seguirono i consigli, soprattutto quando non esitò a rifiutare il pagamento di documenti di credito contraffatti emessi dal generale Dumouriez, allora ancora potente.
Con l'aiuto di Cambon si oppose a Robespierre, riuscendo a salvare la vita di 48 riscossori generali delle finanze che la Convenzione nazionale voleva mandare al patibolo insieme ai fermiers-généraux.
Cionondimeno la situazione non era facile: la sede della tesoreria era costantemente invasa dalla folla, e Gaudin dovette più di una volta far ricorso a stratagemmi vari per liberarsi degli inopportuni visitatori: quando fu emanato un decreto che accordava una paga giornaliera alle mogli di cittadini chiamati al servizio militare, una turba di donne occupò gli uffici, Gaudin raccolse le più agitate e disse loro che era pronto a pagarle, ma che, per fare le cose regolarmente, esse dovevano mostrargli il certificato di matrimonio; poche potevano evidentemente produrre il documento, infatti se ne andarono senza più reclamare.

## Il Direttorio
Fu più volte denunciato, ma riuscì miracolosamente a conservare il proprio posto sino al 1795, quando, alla nascita del Direttorio, diede le dimissioni e si ritirò in campagna a Vic-sur-Aisne nei pressi di Soissons, dove rimase tre anni.
Nel 1798 un corriere del presidente del Direttorio lo richiamò per prendere il posto di Dominique-Vincent Ramel-Nogaret al ministero delle finanze. Gaudin rifiutò, ma più avanti nello stesso anno accettò l'incarico di commissario generale dell'amministrazione delle Poste, funzione comunque assai importante, data l'importanza del cosiddetto "cabinet noir".

## Il Consolato e il Primo Impero
Napoleone lo nominò ministro delle finanze l'indomani del Colpo di Stato del 18 brumaio. Gaudin ricorda così il loro incontro:
- Voi avete lavorato alle finanze per molto tempo?

- Per vent'anni, generale!

- Noi abbiamo un gran bisogno del vostro aiuto, e io ci conto molto. Andate, prendete servizio, c'è molto da fare...»
Gaudin si dedicò alla riorganizzazione delle finanze; creando un corpo di funzionari dipendenti direttamente dal ministro migliorò immediatamente l'efficienza: un riscossore per arrondissement ed un riscossore generale per dipartimento. Fu anche imposto il versamento di una cauzione a tutti i funzionari e specie ai riscossori (somme da cui poté in seguito creare la Banca di Francia)
Ristabilì poi le imposte indirette quali l'accisa, le tasse sul tabacco, le bevande ed il sale, e ripristinò il gioco del lotto. Prese in prestito l'idea del catasto, che fu la sua grande preoccupazione, dalla Costituzione del 1791, ma nessuno come lui ne aveva compreso l'importanza per stabilire un sistema contributivo equo.
Gaudin fu anche uno dei padri del franco germinale, che rimase in vigore sino al 1928 con un valore in rapporto all'oro immutato sino al 1914.
Presentò nel 1802 il primo bilancio dello Stato degno di tal nome. Tutte le sue riforme non furono realizzate senza ostacoli, tanto che Gaudin arrivò a presentare a Napoleone le dimissioni il 18 maggio 1804, ma queste vennero respinte. Gaudin rimase dunque ministro delle finanze sino al 30 marzo 1814.
Cavaliere della Legion d'onore il 2 ottobre 1803, grand ufficiale il 14 giugno 1804, gran croce il 2 febbraio 1805, fu creato, il 26 aprile 1808, conte dell'Impero, e duca di Gaeta il 15 agosto 1809.
Nel 1805 Gaudin fu incaricato di riorganizzare le finanze della Liguria, nel 1811 quelle dei Paesi Bassi.
Dal 21 marzo all'8 luglio 1815, durante i Cento giorni, fu nominato ministro delle finanze per tre volte, e il 2 giugno 1815, pari dei Cento giorni. Fu sempre fedele a Napoleone, e, nel Parlamento della Restaurazione, dove sedeva, quando qualche realista attaccava la memoria dell'Imperatore, non mancò mai di difenderla.

## La Restaurazione
Fu in effetti eletto deputato alla Camera dei deputati il 22 agosto 1815, per il collegio del dipartimento dell'Aisne, con 68 voti a favore su 135 votanti e 266 aventi diritto, e rieletto il 4 ottobre 1816, con 119 voti su 180 votanti e 293 aventi diritto. Sedeva nei banchi della maggioranza e nel 1820 fu nominato, a succedere a Jacques Laffitte, governatore della Banca di Francia, carica che tenne sino al 1834.
Ha lasciato: Mémoires, souvenirs et opinions de M. Gaudin, duc de Gaëte (1826), Notice historique sur les finances de la France depuis 1800 jusqu'au 1er avril 1814 (1818) ed altri scritti.
Contrasse matrimonio solo all'età di settant'anni, nel 1822: la sua sposa, divorziata da un omonimo, Émile Gaudin de Feurs, era una greca di Naxos: Marie-Anne Summaripa. Gaudin ne adottò la figlia che sposò più tardi il marchese de Girardin.